# Ludovic Arrachart
Ludovic Marie René Arrachart, né le 15 août 1897 à Besançon (Doubs) et mort le 23 mai 1933 à Maisons (Eure-et-Loir), était un officier et aviateur français.

## Biographie
Ludovic Arrachart est le fils de Eugène Gustave Paul Arrachart, chef d'escadron au 5e Régiment d'artillerie de Besançon, né le 22 novembre 1847 à Toulouse (Haute-Garonne), et de Maria Louise Bouzon, originaire de Plainoiseau (Jura),.

### Carrière militaire
À l'âge de 17 ans, il s'engage à la déclaration de guerre en octobre 1914 au 35e régiment d'infanterie de Belfort. Il prend part aux combats de 1915 et 1916, année où il est blessé à Verdun. Il détient alors le grade de sergent. Après sa guérison, il suit une formation pour devenir officier à Saint-Cyr et en sort aspirant en janvier 1917. Passé au grade de sous-lieutenant, il retourne au front, et est blessé une seconde fois dans les combats de la Meuse. Il est alors déclaré inapte au service dans l'infanterie et obtient sa mutation dans l'aviation au 1er juillet 1917, d'abord au poste d'observateur où il effectue de nombreuses missions de réglage des tirs de l'artillerie. Il devient pilote en 1918. Il sert durant vingt mois au Levant. Avec le grade de lieutenant, il commande l'escadre d'Alexandrette, en Syrie, de 1919 à 1922, puis il est affecté au 11e Corps à Nantes, et ensuite à la Commissions des essais pratiques (1923-1925).

### Carrière civile
Il se signale dès 1924 par des records et des raids qui font de lui l'un des pionniers de l'aviation intercontinentale.
- Le 30 juin 1924, il remporte la coupe Michelin avec un Breguet 19 équipé d'un moteur Renault de 480 chevaux, en réalisant le parcours de 2 835 kilomètres en 19 heures, 22 minutes et 26 secondes[5].

- En 1925, il effectue, avec le capitaine Henri Lemaître, un raid Paris – Dakar (Sénégal) - Tombouctou et retour, soit 90 heures de vol. Puis en février 1925, sur un Breguet 19 à moteur Renault de 450 ch, les deux pilotes battent le record du monde de distance  en ligne droite sans escale, d'Étampes à Villa Cisneros (Sahara occidental), soit 3 166 kilomètres. Le lendemain, ils se posent à Dakar, ayant effectué 4 800 kilomètres en deux étapes.

- Du 10 août 1925 au 12 août 1925, Ludovic Arrachart accompagné de l'ingénieur chez Lorraine-Dietrich, Henri Carol, effectue un tour d'Europe avec un Potez 25 GR à moteur Lorraine-Dietrich de 450 CV, couvrant un trajet de 7 420 kilomètres[6].

- Les 26 et 27 juin 1926, avec son frère Paul, à bord d'un biplan biplace Potez 28 équipé d'un moteur Renault de 500 chevaux, il bat le record international de distance de vol en ligne droite sans ravitaillement entre Le Bourget et Bassorah (Irak), soit 4 305 km en 26 heures et 25 minutes[7],[8],[9].
- En novembre-décembre 1931, il réalise un voyage aérien reliant la France à Madagascar[10].

Il devient directeur du département moteurs d'aviation chez Renault.

## Mort

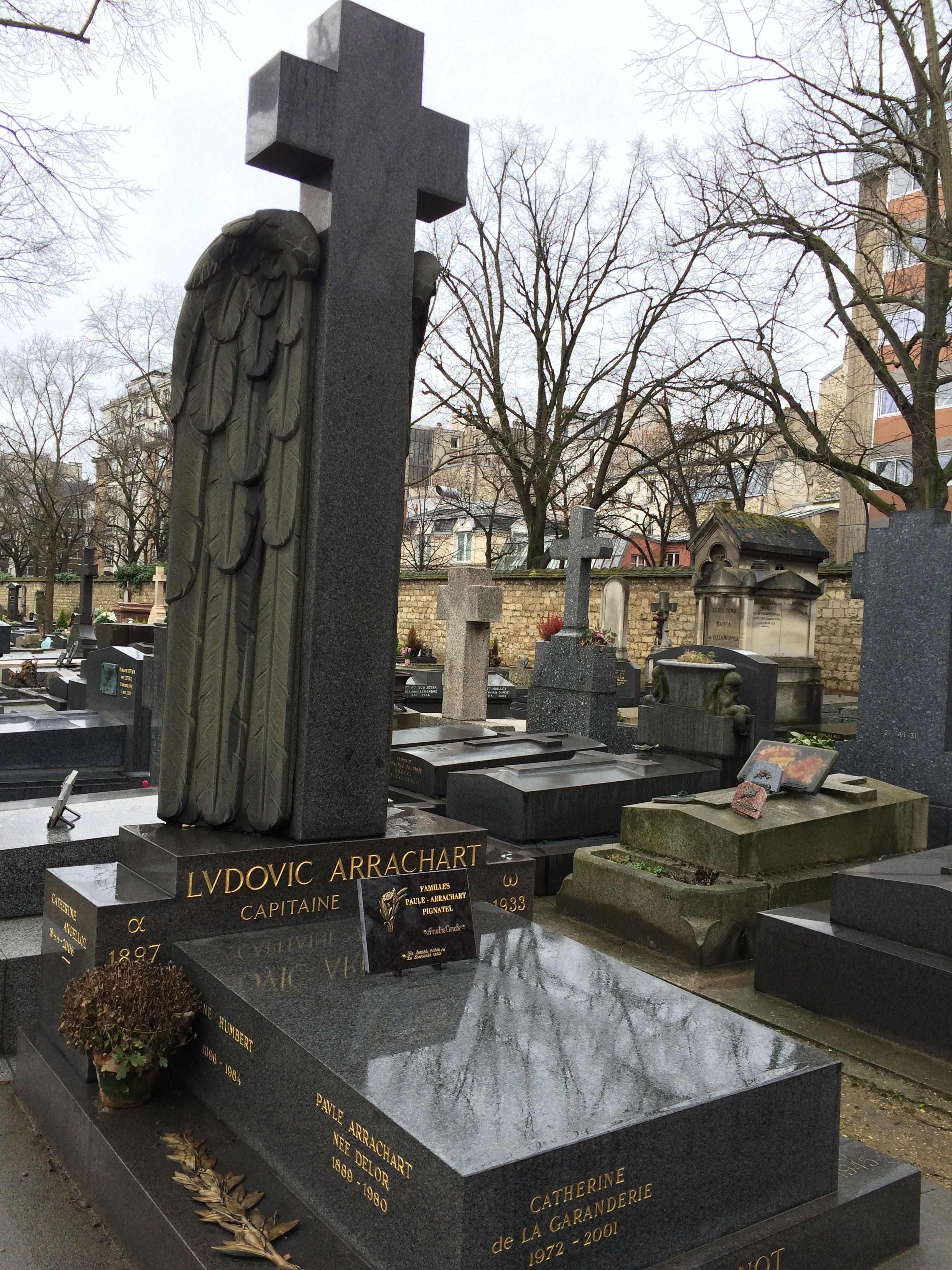
Tombe de Ludovic Arrachart au cimetière du Montparnasse (division 9).

Ludovic Arrachart décède brusquement à l'âge de 36 ans après s'être écrasé entre Étampes et Chartres à la sortie du village de Maisons (Eure-et-Loir) alors qu'il effectuait des essais sur son avion Caudron C.362 pour participer à la coupe Deutsch de la Meurthe. Les causes de l'accident sont connues (panne de carburateur) mais controversées. Il existe une suspicion de sabotage de l'appareil, mais elle ne fut jamais prouvée.
Il est inhumé au cimetière du Montparnasse à Paris (9e division). En 1945, dans le même caveau sera inhumé un autre aviateur célèbre, le général de corps aérien Jean Rignot,.

## Distinctions
- Officier de la Légion d'honneur (1926)[13]
- Croix de guerre 1914-1918 avec étoiles et palmes
- Croix de guerre des Théâtres d'opérations extérieurs avec palme
- Croix du combattant
- Médaille des blessés
- Médaille commémorative de la guerre 1914-1918 agrafe « engagé volontaire »
- Médaille interalliée 1914-1918
- Médaille du Levant
- Chevalier de l'Ordre de l'Aigle blanc de Serbie
- Médaille de la bravoure aérienne de Roumanie,
- Officier de l'ordre de l'Étoile du Roi Salomon d'Éthiopie,
- Médaille de l'académie militaire de Chine
- Cité à l'ordre de la Nation.

## Hommages
Une rue de Besançon, de Blois, de Plainoiseau et du 8e arrondissement de Lyon, ainsi que l'aérodrome d'Arrachart à Diego-Suarez (Madagascar), portent son nom.